# Grande Motte
Pour les articles homonymes, voir La Grande-Motte et Motte.
La Grande Motte est un sommet du massif de la Vanoise culminant à 3 653 mètres d'altitude, situé au sud de Tignes, en Savoie.

## Géographie
La montagne est délimitée au sud par le vallon de la Leisse se dirigeant vers Termignon, dans la vallée de la Maurienne, et au nord par la vallée du Doron de Champagny, dans la vallée de la Tarentaise.
L'ubac de la montagne est couvert par le glacier de Prémou — avec celui de Pramort ou de Rosolin derrière à ses pieds — et le glacier de la Grande Motte. Ce dernier constitue le point culminant du domaine skiable de l'Espace Killy et qui permet le ski d'été. La remontée mécanique la plus élevée, le téléphérique de la Grande Motte, atteint l'altitude de 3 456 mètres soit environ 200 mètres plus bas que le sommet, à environ 400 mètres de distance au nord-est.
Les faces nord-ouest, sud et nord-est sont incluses dans le parc national de la Vanoise tandis que sa face nord l'est dans la réserve naturelle nationale de Tignes-Champagny.

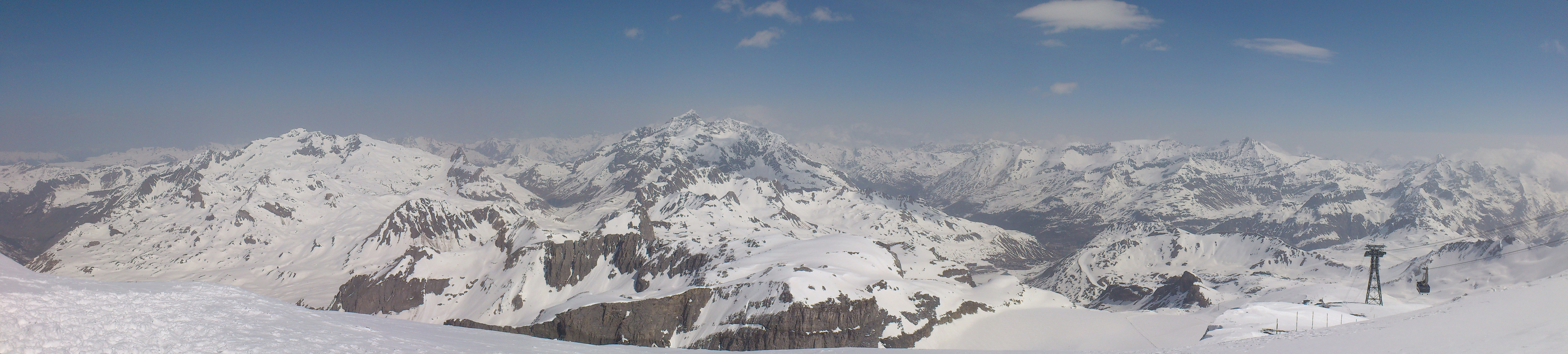
Vue panoramique depuis la Grande Motte en direction du nord avec au centre le mont Pourri.

## Principales voies d'ascension
- Voie Normale
- Face Nord (PD)

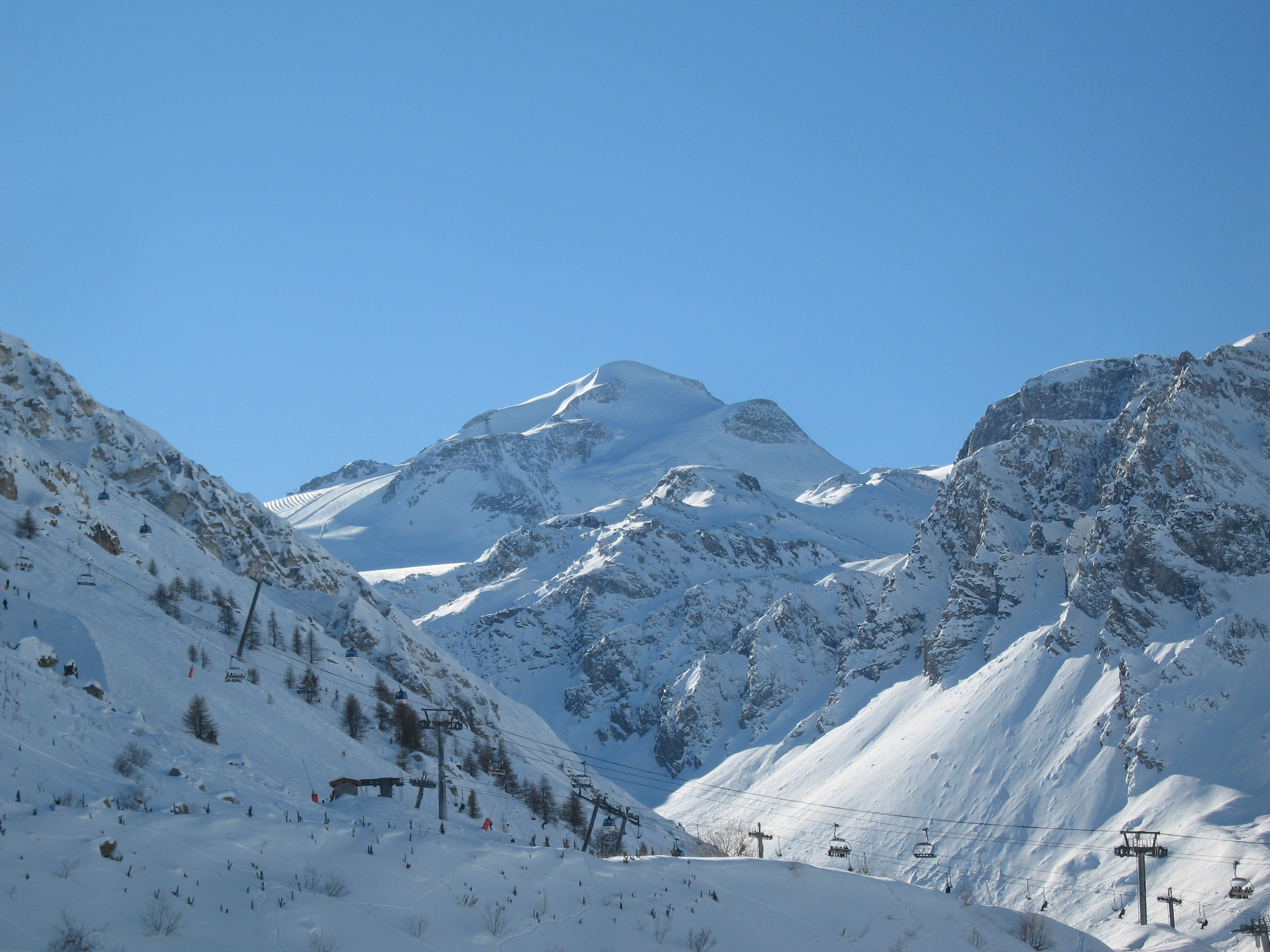
La Grande Motte enneigée depuis Tignes.
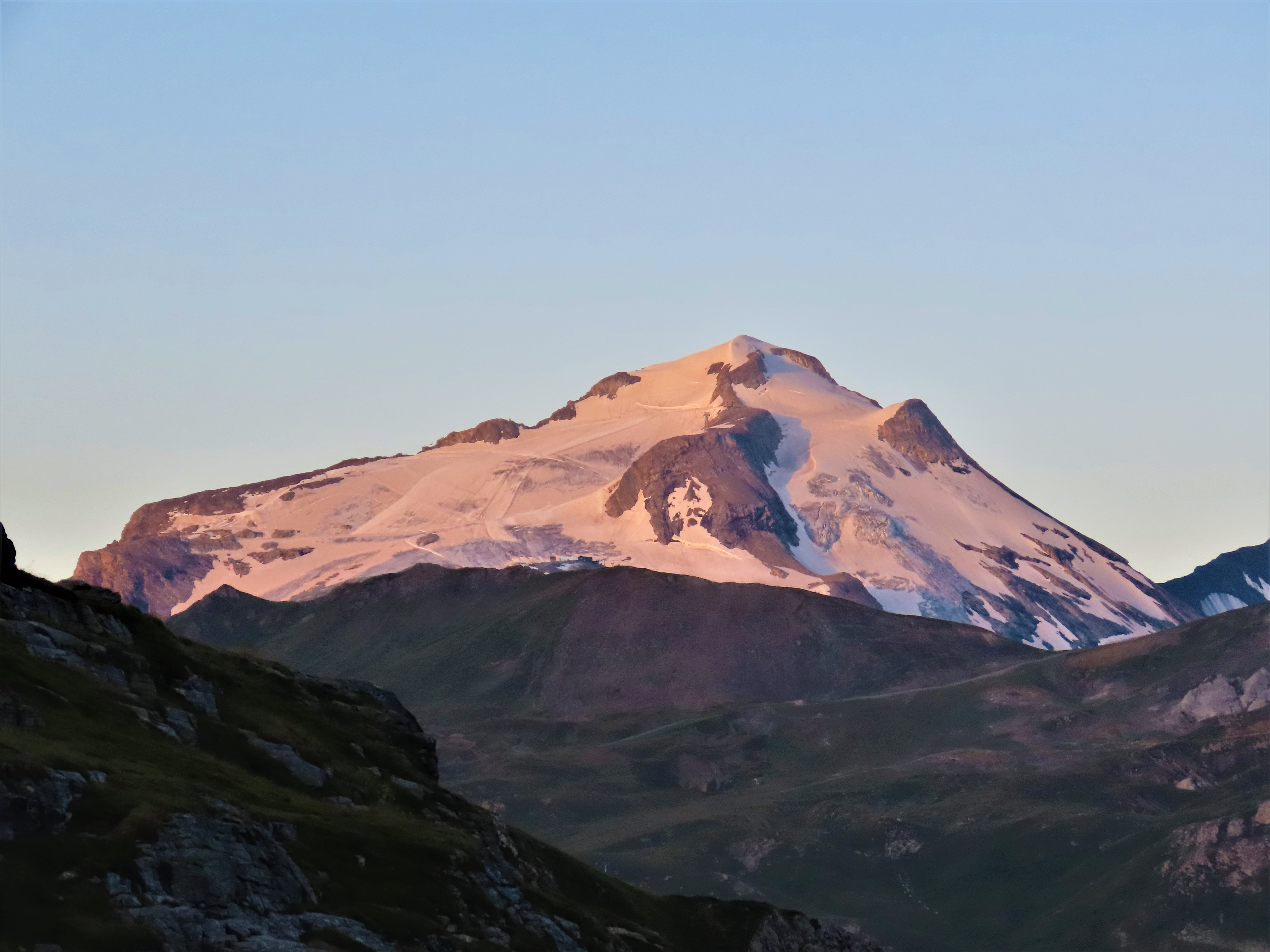
La Grande Motte au lever du soleil depuis le barrage du Saut.
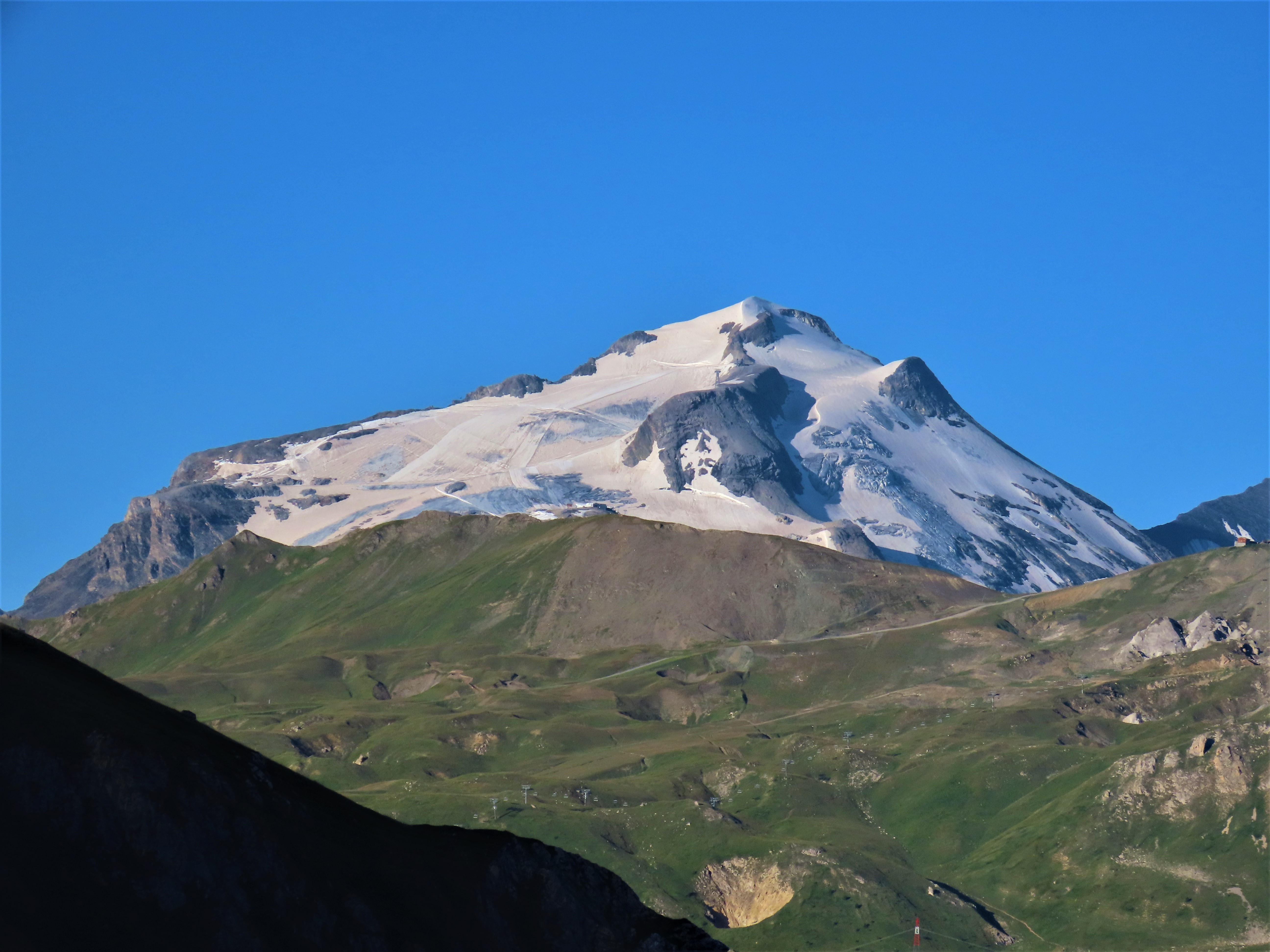
La Grande Motte en journée depuis le barrage du Saut.
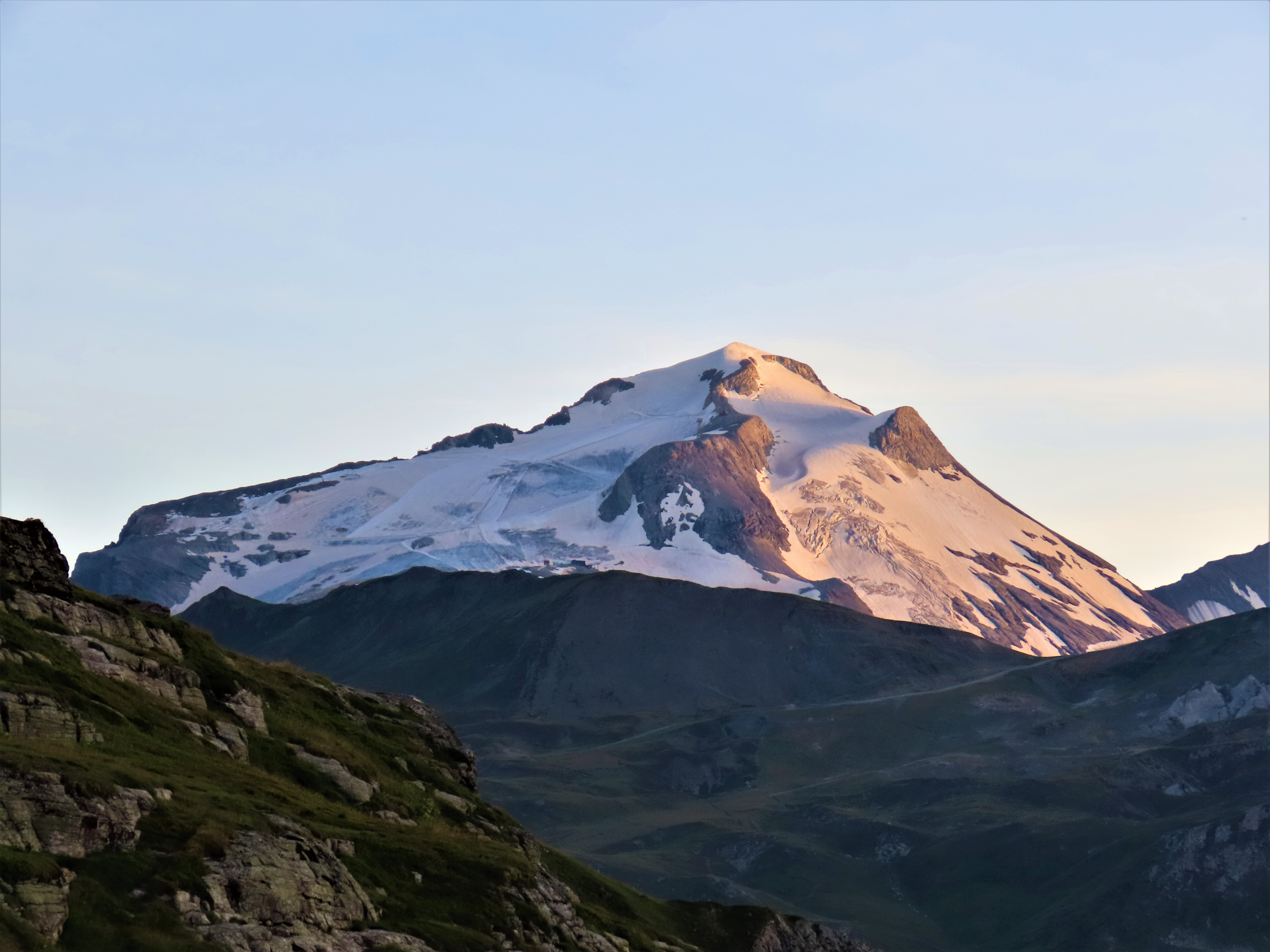
La Grande Motte au coucher du soleil depuis le barrage du Saut.